# Lista över fornlämningar i Falköpings kommun (Åsle)
Lista över fornlämningar i Falköpings kommun (Åsle) är en förteckning av ett urval av de fornlämningar som finns i Åsle i Falköpings kommun.
| Namn                        | Lämningstyp                 | Tillkomsttid | Historisk indelning | Plats | Läge                 | ID-nr          | Bild                                 |
| --------------------------- | --------------------------- | ------------ | ------------------- | ----- | -------------------- | -------------- | ------------------------------------ |
| Åsle 18:1                   | Hög                         |              | Åsle, Västergötland |       | 58.184966, 13.688449 | 10210400180001 | Ladda upp en bild av detta fornminne |
| Stora Tegelhall (Åsle 19:1) | Stenkammargrav              |              | Åsle, Västergötland |       | 58.184326, 13.688905 | 10210400190001 | Ladda upp en bild av detta fornminne |
| Åsle 20:1                   | Stenkammargrav              |              | Åsle, Västergötland |       | 58.183799, 13.688409 | 10210400200001 | Ladda upp en bild av detta fornminne |
| Åsle 21:1                   | Stenkammargrav              |              | Åsle, Västergötland |       | 58.184796, 13.690210 | 10210400210001 | Ladda upp en bild av detta fornminne |
| Åsle 23:1                   | Stenkammargrav              |              | Åsle, Västergötland |       | 58.184625, 13.692265 | 10210400230001 | Ladda upp en bild av detta fornminne |
| Åsle 26:1                   | Stensättning                |              | Åsle, Västergötland |       | 58.190474, 13.715059 | 10210400260001 | Ladda upp en bild av detta fornminne |
| Åsle 28:1                   | Hög                         |              | Åsle, Västergötland |       | 58.195150, 13.714723 | 10210400280001 | Ladda upp en bild av detta fornminne |
| Åsle 28:2                   | Stensättning                |              | Åsle, Västergötland |       | 58.195288, 13.714571 | 10210400280002 | Ladda upp en bild av detta fornminne |
| Åsle 28:3                   | Hög                         |              | Åsle, Västergötland |       | 58.195387, 13.714189 | 10210400280003 | Ladda upp en bild av detta fornminne |
| Åsle 29:1                   | Hög                         |              | Åsle, Västergötland |       | 58.195770, 13.714206 | 10210400290001 | Ladda upp en bild av detta fornminne |
| Åsle 53:1                   | Stensättning                |              | Åsle, Västergötland |       | 58.187844, 13.750901 | 10210400530001 | Ladda upp en bild av detta fornminne |
| Åsle 72:1                   | Hällristning                |              | Åsle, Västergötland |       | 58.190792, 13.715331 | 10210400720001 | Ladda upp en bild av detta fornminne |
| Åsle 76:1                   | Stensättning                |              | Åsle, Västergötland |       | 58.184396, 13.682494 | 10210400760001 | Ladda upp en bild av detta fornminne |
| Åsle 76:2                   | Stensättning                |              | Åsle, Västergötland |       | 58.184304, 13.682756 | 10210400760002 | Ladda upp en bild av detta fornminne |
| Åsle 76:3                   | Grav markerad av sten/block |              | Åsle, Västergötland |       | 58.184258, 13.682962 | 10210400760003 | Ladda upp en bild av detta fornminne |
| Åsle 87:1                   | Stensättning                |              | Åsle, Västergötland |       | 58.199250, 13.717329 | 10210400870001 | Ladda upp en bild av detta fornminne |
| Åsle 88:1                   | Stensättning                |              | Åsle, Västergötland |       | 58.198977, 13.716331 | 10210400880001 | Ladda upp en bild av detta fornminne |
| Åsle 89:1                   | Stensättning                |              | Åsle, Västergötland |       | 58.198256, 13.715934 | 10210400890001 | Ladda upp en bild av detta fornminne |